# Labdia semicoccinea
Labdia semicoccinea ist ein Schmetterling (Nachtfalter) aus der Familie der Prachtfalter (Cosmopterigidae).

## Merkmale
Die Falter erreichen eine Flügelspannweite von 11 bis 14 Millimeter. Der Kopf ist beigebraun. Die Fühler sind dunkelbraun und haben dorsal eine weiße Linie. An der Fühlerspitze befinden sich drei weiße Abschnitte. Der Thorax ist orangebraun und hat dorsolateral zwei graue Längslinien. Die Tegulae sind orangebraun und innen grau gesäumt. Die Vorderflügel sind bis über die Flügelmitte hinaus orangebraun und in der Apikalregion ockergelb. An der Costalader und am Flügelinnenrand sind sie schmal hellgelb gesäumt. Die Flügelzeichnung besteht aus einer Anzahl unterschiedlich breiter, grauer Linien. Die erste grenzt an die ockergelbe Costallinie. Die zweite beginnt an der Costalader in der Nähe der Flügelbasis und teilt sich in der Mitte in zwei Linien auf. Die untere der beiden Linien verläuft entlang der Analfalte. Die dritte Linie beginnt an der Vorderflügelbasis und verläuft oberhalb der Analfalte bis zur Mitte des orangen Bereichs. Die vierte Linie ist mehr bräunlich grau und verläuft entlang der hellgelben Dorsallinie, in der Mitte verzweigt sie sich in Richtung Flügelmitte. An der Innenseite der vierten grauen Linie befindet sich auf halber Länge ein hellgelber Fleck. Eine schmale braune Costallinie reicht von 1/3 bis 3/4 der Vorderflügellänge. Sie weitet sich plötzlich im Apikalbereich und wird von einer grauweißen Linie unterbrochen. Am Ende der ersten grauen Linie befindet sich ein schwärzlicher Subcostalfleck, der basal und distal grauweiß gesäumt ist. Gegenüber im Dorsalbereich befindet sich ein schräg nach innen verlaufender, grauer Wisch. Ein ähnlicher, aber mehr gebogener Wisch liegt am Innenwinkel. An diesen grenzt innen eine bräunlich graue, schräg nach außen verlaufende Linie. Die Fransenschuppen sind an der Costalader ockergelb, am Apex graubraun und in der Nähe des Innenwinkels graubraun. Am Innenwinkel haben sie einen breiten, ockergelben Strich. Die Hinterflügel sind grau, am Apex bräunlich getönt. Die Fransenschuppen sind ockergrau. Das Abdomen ist hellgrau, das 1. bis 3. Segment ist dorsal ockerfarben. Die Männchen haben hellgelbe Dufthaarbüschel am Metathorax, die direkt unterhalb der Hinterflügel entspringen. Sie sind nach innen über das Abdomen gebogen und bedecken teilweise die ersten drei Segmente.
Bei den Männchen ist das rechte Brachium sehr lang. Es verjüngt sich distal und hat einen abgeplatteten, stark sklerotisierten Apex. Das linke Brachium ist breit und gegabelt und halb so lang wie das rechte. Die Valven sind lanzettlich und laufen distal spitz zu. Vor der Mitte sind sie am schmalsten. Die linke Valvella ist sehr lang und schmal und leicht gebogen. Der kurze Aedeagus befindet sich in einem sehr schlanken, nach oben gekrümmten und apikal hakenförmigen Anellarschlauch und ist daher nicht sichtbar.
Bei den Weibchen hat der hintere Rand des 7. Sternit eine tiefe Einbuchtung. Das Ostium ist schmal. Das Sterigma verlängert sich zu einer langen, stark sklerotisierten Röhre. Der Ductus bursae ist ebenso lang wie das Corpus bursae und sehr schmal. Das Corpus bursae ist lang und birnenförmig, Signa fehlen.

## Verbreitung
Labdia semicoccinea ist in Japan (Honshū, Shikoku und Kyushu), Südkorea, der Orientalis und in Australien beheimatet. In Abchasien (Georgien) wurde die Art vermutlich eingeschleppt. In den Niederlanden fand man die Art wiederholt an importierten Pflanzen und Bäumen aus Sri Lanka, Taiwan und Japan.

## Biologie
Die Raupen fressen in den Stängeln von Cajanus indicus (Fabaceae) und verschiedenen Polyscias -Arten (Araliaceae). In den Niederlanden wurden die Raupen auch an importierten Palmfarnarten (Zamia) und Prunus donarium gefunden und gezüchtet. In Georgien fing man die Falter im Juli am Licht.

## Belege
1. 1 2 3  J. C. Koster, S. Yu. Sinev: Momphidae, Batrachedridae, Stathmopodidae, Agonoxenidae, Cosmopterigidae, Chrysopeleiidae. In: P. Huemer, O. Karsholt, L. Lyneborg (Hrsg.): Microlepidoptera of Europe. 1. Auflage. Band 5. Apollo Books, Stenstrup 2003, ISBN 87-88757-66-8, S. 122 (englisch).
2. ↑  Labdia semicoccinea (Stainton, 1859) Fotos. www.jpmoths.org, abgerufen am 19. Januar 2012.